# استر ای. فریمن
استر اِلن فریمن (به انگلیسی: Esther Ellen Freeman)(متولد ۱۹۷۹) پزشک آمریکایی و استادیار پوست در دانشکده پزشکی هاروارد و مدیر بخش جهانی پوست سلامت در بیمارستان عمومی ماساچوست است. تحقیقات او روی ارتباط عفونت HIV را با سرطان‌های بدخیم با منشأ ایدز، از جمله سارکوم کاپوزی، متمرکز است. فریمن در طول همه‌گیری کووید-۱۹، ساختار ثبت گزارش، مشکلات پوستی با منشأ کووید ۱۹ را در آکادمی پوست آمریکا ایجاد کرد و از طریق آن علائم سرماسوزک انگشتان پا در کووید را شناسایی کرد.

## سنین جوانی و تحصیل
فریمن در آکادمی میلتون درس خواند. در کودکی اسکی بازی می‌کرد و در دوازده سالگی در مسابقات قهرمانی کشور شرکت کرد. فریمن در پانزده سالگی عضو تیم اسکی آزاد ایالات متحده آمریکا بود. فریمن مدرک کارشناسی خود را از کالج دارتموث دریافت کرد. او در طول دوران تحصیل در کالج در مسابقات جام جهانی اسکی کرد و عضو تیم قایقرانی دارتموث بود. فریمن در طول تحصیل در دارتموث مدتی را در کنیا و مکزیک گذراند. در سال ۲۰۰۲ او به عنوان دانش‌پژوه مارشال انتخاب شد و برای تحصیلات تکمیلی خود به انگلستان نقل مکان کرد. دانشجوی کارشناسی ارشد در دانشکده بهداشت و پزشکی حاره‌ای لندن بود و در آنجا مدرک درماتولوژی اچ‌آی‌وی را دریافت نمود. فریمن پس از اتمام دکترای خود به ایالات متحده بازگشت و بلافاصله پس از تکمیل آموزش تخصصی خود در زمینه پوست را آغاز کرد و مدرک تخصص پزشکی خود را در دانشکده پزشکی هاروارد دریافت نمود .

## تحقیق و شغل
در سال ۲۰۱۱ فریمن همکار خود را با سازمان بهداشت جهانی آغاز کرد و دستورالعمل‌هایی را در مورد روش درمان بیماری‌های پوستی مرتبط با HIV در کشورهای در حال توسعه تهیه کرد. به خاطر این تلاش‌ها، او در سال ۲۰۱۲ جایزه آکادمی پوست‌شناسی آمریکا جایزه اعضایی که تفاوت ایجاد می‌کنند را دریافت کرد.
در سال ۲۰۱۳ فریمن به عنوان مدیر پوست‌شناسی بهداشت جهانی در بیمارستان عمومی ماساچوست منصوب شد. در آنجا او به بررسی پوست‌شناسی در HIV، با تمرکز ویژه بر سارکوم کاپوسی ادامه داد. او در تیم رهبری اتحادیه بین‌المللی پوست‌شناسی بهداشت جهانی خدمت می‌کند.

### رهبری در طول همه‌گیری کووید ۱۹
، فریمن نشان داده است که حتی حامل‌های بدون علائم می‌توانند انگشتان پا کووید را نشان دهند و اکثر بیماران در ثبت پوست با انگشت پا کووید در سنین ۲۰ تا ۳۰ سالگی هستند. او گفته است که اگر افراد این علائم را داشته باشند، هیچ دلیل دیگری برای داشتن چنین انگشتان پا ندارند، باید سعی کنند و آزمایش کووید-۱۹ را انجام دهند. لیندی فاکس، متخصص پوست در سان فرانسیسکو، گزارش داد که با وجود اینکه زمان مناسبی برای سردرد نیست، او «کلینیک‌هایی را می‌بیند که پر از افرادی است که با ضایعات جدید انگشت پا وارد می‌شوند»
فریمن عضو گروه کاری آکادمی پوست‌شناسی آمریکا در مورد بیماری کروناویروس است. به عنوان بخشی از این تلاش، او در راه اندازی سیستم ثبت شکایات پوستی بیماران کووید ۱۹ کمک کرد. فریمن انتظار داشت که در بیماران مبتلا به کرونا اگزانتم ویروسی ظاهر شود. تا آوریل ۲۰۲۰ مشخص شد که حدود نیمی از بیمارانی که با تظاهرات پوستی ناشی از کروناویروس مراجعه نمودند، به اصطلاح «انگشت پای کوویدی» داشتند. توضیح اینکه: انگشتان کووید ضایعاتی صورتی مایل به قرمز هستند که با پیشرفت بیماری کرونا می‌توانند (شبیه به پرنیو یا چلبلین)، به رنگ بنفش درآیند. اما از پورپورا فولمینانس متمایز هستند. آنها معمولاً طی دو تا سه هفته بدون درمان خاص خوب می‌شوند. ساختار فیزیولوژی پشت مشکل انگشتان کوویدی شناخته نشده است، اما ممکن است به دلیل التهاب بافت انگشت پا، التهاب دیواره رگ‌های خونی یا لخته‌های خونی کوچک در داخل رگ رخ دهد. فریمن نشان داده است که حتی ناقلین بدون علامت نیز می‌توانند با مشکل انگشتان پای کوویدی مراجعه کنند و اکثر بیمارانی که در مشکل پوست ناشی از کووید انگشت پا را ثبت کرده‌اند در دهه ۲۰ و ۳۰ زندگی خود بودند. او گفته است که اگر افرادی که علائم چنین انگشتانی را دارند دلیل دیگری ندارند، باید آزمایش کووید-۱۹ را انجام دهند. لیندی فاکس، متخصص پوست در سانفرانسیسکو، گزارش داد که علیرغم اینکه زمان مناسبی از سال برای سرمازدگی نیست، او «کلینیک‌های پر از افرادی را می‌دید که با ضایعات تازه شبیه سرمازدگی انگشت پا وارد می‌شدند» را مشاهده نموده است.

## انتشارات برگزیده
- Freeman, Esther E; Weiss, Helen A; Glynn, Judith R; Cross, Pamela L; Whitworth, James A; Hayes, Richard J (2006). "Herpes simplex virus 2 infection increases HIV acquisition in men and women: systematic review and meta-analysis of longitudinal studies". AIDS. 20 (1): 73–83. doi:10.1097/01.aids.0000198081.09337.a7. ISSN 0269-9370. PMID 16327322.[۱۷]
- Freeman, Esther E.; Orroth, Kate K.; White, Richard G.; Glynn, Judith R.; Bakker, Roel; Boily, Marie-Claude; Habbema, Dik; Buvé, Anne; Hayes, Richard (August 1, 2007). "Proportion of new HIV infections attributable to herpes simplex 2 increases over time: simulations of the changing role of sexually transmitted infections in sub-Saharan African HIV epidemics". Sexually Transmitted Infections (به انگلیسی). 83 (suppl 1): i17–i24. doi:10.1136/sti.2006.023549. ISSN 1368-4973. PMID 17405782.[۱۸]
- White, R. G.; Glynn, J. R.; Orroth, K. K.; Freeman, E. E.; Bakker, R.; Weiss, H. A.; Kumaranayake, L.; Habbema, J. D. F.; Buvé, A. (2008). "Male circumcision for HIV prevention in sub-Saharan Africa: who, what and when?". AIDS. doi:10.1097/QAD.0b013e32830e0137. OCLC 714926474.[۱۹]